# Multimedijski sporočilni sistem
Večpredstavnostni sporočilni sistem (angleško Multimedia Messaging System, kratica MMS) je nadgradnja SMS-sporočil. S pomočjo WAP-protokola lahko z mobilnim telefonom prenašamo slike, zvok, video posnetke. Deluje tudi z GPRS-om in 3G.